# スターライト・チルドレンズファンデーション・ジャパン
特定非営利活動法人 スターライト・チルドレンズファンデーション・ジャパン（スターライト・チルドレンズファンデーション・ジャパン、英文表記Starlight Starbright Childlen's Foundation Japan）は、難病児童支援プロジェクト活動を行う米国の非営利法人である、スターライト・スターブライト財団の日本における活動を運営していたNPO法人。2001年3月に設立認証、2016年6月に解散（認証取り消し）。

## 米国本部の活動
難病を患いつつ、長期間の入院・治療生活を必要とする、4歳から18歳までの子供およびその家族のクオリティ・オブ・ライフにおける向上をミッションとして、スティーヴン・スピルバーグ（現名誉会長）が、ピーター・サミュエルソンと1990年、アメリカに本部を設立し、イギリス、カナダ、オーストラリアをはじめとする世界各国に活動の拠点を拡げている。

## 日本での活動
2005年に、前身である、ザ・エンジェルズコミティーがスターライト・スターブライト財団の日本支部となり、ボランティア活動を展開していた。理事長は西崎彰司。